# Tidarren gracile
Tidarren gracile är en spindelart som beskrevs av Knoflach och van Harten 2006. Tidarren gracile ingår i släktet Tidarren och familjen klotspindlar. Inga underarter finns listade i Catalogue of Life.